# Johan Emanuel Wikström

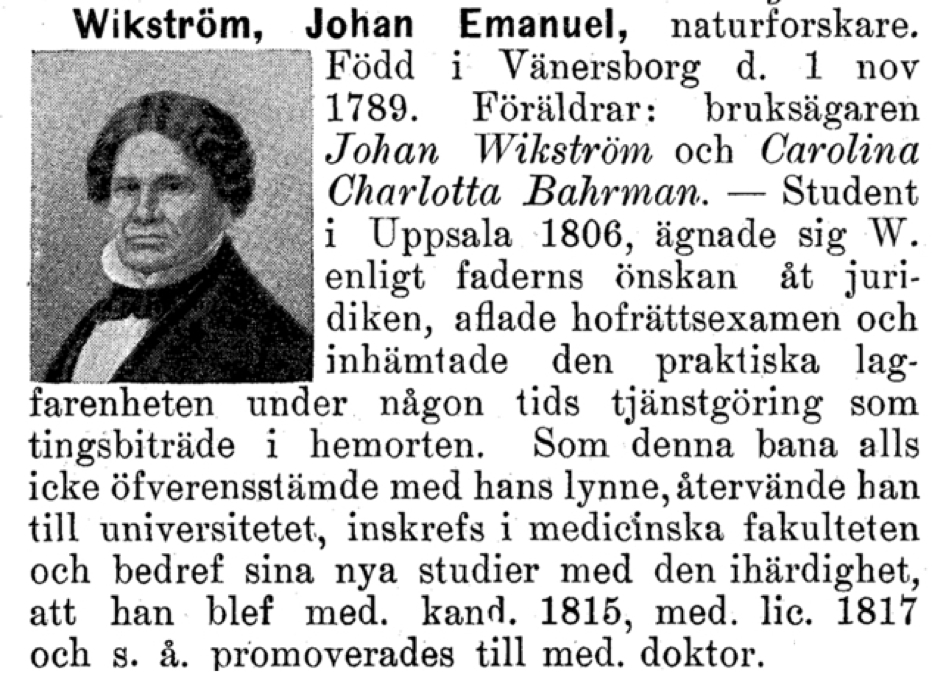
Johan Emanuel Wikström

Johan Emanuel Wikström (* 1. November 1789 in Vänersborg; † 4. Mai 1856 in Stockholm) war ein schwedischer Botaniker. Sein Vorname ist auch in der Schreibweise Johann anzutreffen. Sein botanisches Autorenkürzel lautet „Wikstr.“

## Leben und Wirken
Johan Emanuel Wikström wurde am 1. November 1789 in dem kleinen Ort Vänersborg im südwestlichen Schweden geboren. Sein Vater Johan Wikström war Fabrik-Hausmeister; seine Mutter war Carolina Charlotta Bahrman. Am 18. Februar 1806 nahm Johan Emanuel Wikström das Studium der Rechtswissenschaft, entsprechend dem väterlichen Wunsch, an der Universität Uppsala auf. Einige Zeit arbeitete er am Distriktgericht in Vänersborg. Der Rechtsberuf lag ihm allerdings nicht. Wikström besuchte abermals die Universität in Uppsala, um nun Medizin zu studieren. 1815 machte er seinen Abschluss; 1817 wurde er Lizenziat der Medizin und erhielt im gleichen Jahr den Doktor der Medizin. Danach wurde er Arzt an einem Krankenhaus in Stockholm.
Wikström hatte an der Universität Vorlesungen des Botanikers Carl Peter Thunberg in Medizin und Naturwissenschaften gehört. In seinen Ferien hielt er sich gewöhnlich in Stockholm beim Botanischen Garten Bergielund auf, wo er ein guter Freund von Olof Peter Swartz wurde, der dort als Professor Bergianus tätig war. Durch diese beiden Botaniker wurde Wikström dazu inspiriert, sich immer mehr der Botanik zuzuwenden. Als im September 1818 Olof Swartz starb, wurde Wikström sein Nachfolger; er gab hierfür seine medizinische Karriere auf und widmete sich ab dieser Zeit voll der Botanik. Wikström trat diese Stelle am 11. November 1818 an; 1823 erhielt er den Titel eines Professors. Zu Ehren seines Vorgängers verfasste er eine Biografie.
Die Gartenbauschule der Bergius-Stiftung war international anerkannt wegen ihrer Obstbaum-Pflanzungen und ihrer Gemüsegärten. Als Direktor des Gartens übernahm Wikström auch die Unterrichtung der auszubildenden Gärtner. Daneben leitete er auch das Botanische Museum der Königlich Schwedischen Akademie der Wissenschaften.
Von 1821 bis 1843 lehrte Wikström auch Naturgeschichte an der weiterführenden Schule in Stockholm, was er zwei Drittel der Zeit unentgeltlich aus Idealismus tat.
Trotz wiederkehrender Einschränkungen durch Krankheit betrieb Wikström neben seinen Pflichten auch Forschungsarbeit. Er vervollständigte eine Studie über die Gattung Daphne (1817 und 1820) und schrieb eine 1818 veröffentlichte Übersichtsarbeit zu den Seidelbastgewächsen (Thymelaeaceae). In den Gattungen  Lonchostoma, Eriocaulon, Fritillaria und Rosa beschrieb er neue Arten. Diese Beschreibungen erschienen ebenso wie zwei Arbeiten zu neuen Arten in den Gattungen Equisetum und Filices bei Kungliga Svenska Vetenskapsakademiens Handlingar.
Seine Bearbeitungen der Flora der Antilleninseln Sankt Bartholomäus und Guadeloupe erschienen 1825 und 1827; sie basierten auf gesammeltem Pflanzenmaterial der schwedischen Reisenden B. A. Euphrasén (1756–1796) und J. E. Forsström (1775–1824). Auf Basis seiner ausgedehnten Exkursionen in der Umgebung Stockholms veröffentlichte Wikström die erste umfassende Beschreibung der Flora Stockholms. Diese enthält auch bedeutende Beobachtungen zur Geologie und zur Tierwelt.
Die Akademie betraute Wikström mit der Aufgabe, einen jährlichen Bericht zur laufenden einheimischen und ausländischen botanischen Forschung zu verfassen. Diese Berichte erschienen 1822 bis 1852; einige davon wurde ins Deutsche übersetzt. Zusammen umfassen diese Berichte über 12.000 Seiten. In seinem Werk Conspectus litteraturae botanicae in Suecia gab Wikström einen Überblick über den überwiegenden Teil der kompletten bis 1831 erschienenen botanischen Literatur in Schweden; damit wurde Wikström der erste Historiker der schwedischen botanischen Literatur.
Wikström reiste nur selten ins Ausland; nach Hamburg (1820) und Kopenhagen (1847) ging er, um an Treffen mit Naturwissenschaftlern teilzunehmen. Er hatte schon von Kindestagen an eine schwache Gesundheit. In den letzten Jahren seines Lebens war Wikström überwiegend ans Bett gefesselt; er starb am 4. Mai 1856 in Stockholm.

## Ehrungen
1820 wurde er zum Mitglied der Deutschen Akademie der Naturforscher Leopoldina gewählt. 1820 wurde Wikström in die Königlich Schwedische Akademie der Wissenschaften gewählt; 1821 wurde er in die Königlich Schwedische Akademie der Landwirtschaft aufgenommen.
Die Pflanzengattung Wikstroemia Endl. aus der Familie der Seidelbastgewächse (Thymelaeaceae) wurde 1833 vom österreichischen Botaniker und Sinologen Stephan Ladislaus Endlicher zu seinen Ehren benannt.  Bereits 1821 hatten Heinrich Adolf Schrader (Wikstroemia) und Kurt Sprengel (Wikströmia) Gattungen nach Wikström benannt, die jedoch wieder verworfen wurden. So ist Schraders Wikstroemia heute die Gattung Laplacea in der Familie der Teestrauchgewächse (Theaceae), und die von Sprengel als Wikströmia beschriebene Pflanze erwies sich als zugehörig zur Gattung Wasserdost (Eupatorium).

## Schriften (Auswahl)
- Conspectus litteraturae botanicae in Suecia… 1831 (books.google.de).
- Årsberättelse om botaniska arbeten och upptäckter för år 1836: till Kongl. Vetenskaps-Academien afgiven den 31 mars 1837. P.A. Norstedt & Söner, Stockholm 1838, OCLC 904771698 (books.google.com).
- Stockholms flora. 1840.